# 1661
Năm 1661 (Số La Mã:MDCLXI) là một năm thường bắt đầu vào thứ bảy (liên kết sẽ hiển thị đầy đủ lịch) trong lịch Gregory (hoặc một năm thường bắt đầu vào thứ ba của lịch Julius chậm hơn 10 ngày).

## Sự kiện

### Tháng 2
- Tại Hạ Môn, Trịnh Thành Công và các tướng lĩnh bí mật thương nghị quyết định đông chinh Đài Loan.
- Hoàng tử Ái Tân Giác La Huyền Diệp lên ngôi hoàng đế tại Bắc Kinh, niên hiệu Khang Hy.

### Tháng 4
- Ngày 30: Trịnh Thành Công soái lĩnh tướng sĩ  25000 người xuất binh từ vịnh Liêu Hà (đảo Kim Môn) đông chinh Đài Loan.

### Tháng 5
- Ngày 2:  Trịnh Thành Công vượt qua Lộc Nhỉ Môn đổ bộ lên đảo Đài Loan bắt đầu cuộc chiến tranh giải phóng Đài Loan.

### Tháng 8
- Triều đình nhà Thanh thi hành "Thiên giới lệnh" tại các tỉnh Quảng Đông, Phúc Kiến, Chiết Giang, Giang Tô.

### Tháng 10
- Chúa Trịnh Tạc cùng Lê Thần Tông dẫn đại quân vào nam đánh Chúa Nguyễn Phúc Tần.

## Mất
Ngày 5 tháng 2, Thuận Trị đế băng hà.
Ngày 24 tháng 11, Trịnh Chi Long và gia quyến bị nhà Thanh xử tử tại Bắc Kinh